# Castets-et-Castillon
Castets-et-Castillon es una comuna nueva francesa situada en el departamento de Gironda, de la región de Nueva Aquitania.

## Historia
Fue creada el 1 de enero de 2017, en aplicación de una resolución del prefecto de Gironda de 1 de agosto de 2016 con la unión de las comunas de Castets-en-Dorthe y Castillon-de-Castets, pasando a estar el ayuntamiento en la antigua comuna de Castets-en-Dorthe.

## Demografía
| Gráfica de evolución demográfica de Castets-et-Castillon entre 1800 y 2013 |
|                                                                            |

Los datos entre 1800 y 2013 son el resultado de sumar los parciales de las dos comunas que forman la nueva comuna de Castets-et-Castillon, cuyos datos se han cogido de 1800 a 1999, para las comunas de Castets-en-Dorthe y Castillon-de-Castets de la página francesa EHESS/Cassini. Los demás datos se han cogido de la página del INSEE.

## Composición
| Comuna delegada      | Código INSEE | Población (2013) | Superficie (km²) | Densidad (hab./km²) |
| -------------------- | ------------ | ---------------- | ---------------- | ------------------- |
| Castets-en-Dorthe    | 33106        | 1182             | 8.69             | 136                 |
| Castillon-de-Castets | 33107        | 310              | 4.47             | 69                  |